# Trois petits tours et puis s'en vont

Trois petits tours et puis s'en vont (Here We Go Round the Mulberry Bush) est un film britannique réalisé par Clive Donner, sorti en 1968. Il figurait dans la sélection officielle au Festival de Cannes 1968, annulé en raison des événements de mai 1968. Lors de sa sortie en France le film avait reçu le titre Trois petits tours et puis s'en vont. Initialement peu remarqué voire méprisé, ce film acquiert progressivement un statut culte en Grande-Bretagne, où il est souvent considéré comme un témoignage archétypique du Swinging London, bien qu'il ait été entièrement tourné à Stevenage (Hertfordshire), ville nouvelle au nord de Londres.

## Synopsis
Été 1967 dans la grande banlieue de Londres. Jamie McGregor, étudiant de terminale qui s'apprête à entrer à l'université, a du mal à perdre sa virginité, malgré l'atmosphère de permissivité du milieu des années 60. Après des tentatives aussi burlesques qu'infructueuses avec Linda, Paula, Caroline, il réussira avec la gentille Audrey puis surtout avec la fille de ses rêves, la belle Mary Gloucester dont il est romantiquement amoureux. Mais sa relation avec elle ne durera même pas un week-end. Comédie pop douce-amère, peinture des mœurs adolescentes d'une époque où le sexe était plus accessible que le sentiment, sur fond de musique rythm 'n' blues (Spencer Davis Group) et psychédélique (Traffic).

## Fiche technique
- Titre : Trois petits tours et puis s'en vont
- Titre original : Here We Go Round the Mulberry Bush
- Réalisation : Clive Donner
- Scénario : Hunter Davies d'après son roman
- Production : Clive Donner, Larry Kramer
- Photographie : Alex Thomson
- Montage : Fergus McDonell
- Pays d'origine : Royaume-Uni
- Format : Couleurs - 1,85:1 - Mono
- Genre : Comédie
- Durée : 96 minutes
- Date de sortie : janvier 1968 (Royaume-Uni), avril 1968 (France).

## Distribution
- Barry Evans : Jamie McGregor
- Judy Geeson : Mary Gloucester
- Angela Scoular : Caroline Beauchamp
- Sheila White : Paula
- Adrienne Posta : Linda
- Vanessa Howard : Audrey
- Diane Keen : Claire
- Angela Pleasence : le laideron dont nul ne veut
- Moyra Fraser : Mrs. McGregor
- Michael Bates : Mr. McGregor
- Maxine Audley : Mrs. Beauchamp
- Denholm Elliott : Mr. Beauchamp

## Musique
C'est durant le tournage du film que le chanteur Steve Winwood quitta son groupe d'origine Spencer Davis Group pour aller fonder Traffic. De ce fait, le film comporte une séquence montrant le Spencer Davis Group interprétant notamment Every Little Bit Hurts, mais au moment du montage une partie de l'illustration sonore a été confiée à Traffic, qui a notamment signé la chanson-titre Here We Go Round the Mulberry Bush. Intervient également dans la bande son la ballade It's Been a Long Time chantée par Andy Ellison.